# وزارت فرهنگ (اتحاد جماهیر شوروی)
وزارت فرهنگ اتحاد جماهیر شوروی سوسیالیستی (روسی: Министерство культуры СССР؛ انگلیسی: Ministry of Culture of the Union of Soviet Socialist Republics) که در سال ۱۹۳۶ بنیان‌گذاری شد، یکی از مهم‌ترین نهادهای دولتی در ساختار حکومت شوروی به‌شمار می‌رفت. این نهاد پیش از سال ۱۹۴۶ با عنوان «کمیته دولتی امور هنرها» (روسی: Комитет по делам искусств) شناخته می‌شد. وزارت فرهنگ در سطح سراسری اتحاد جماهیر شوروی در سال ۱۹۵۳ تأسیس شد، پس از آنکه برای چندین سال به‌عنوان کمیته دولتی وابسته به شورای وزیران فعالیت می‌کرد، و تا زمان فروپاشی اتحاد جماهیر شوروی در سال ۱۹۹۱ به فعالیت خود ادامه داد. این وزارتخانه توسط وزیر فرهنگ اداره می‌شد؛ مقامی که تا پیش از ۱۹۵۳ عنوان «رئیس کمیته» داشت. وزیر فرهنگ توسط رئیس شورای وزیران پیشنهاد و توسط هیئت رئیسه شورای عالی تأیید می‌گردید و عضوی از شورای وزیران اتحاد جماهیر شوروی محسوب می‌شد. این وزارتخانه مسئول سیاست‌گذاری، هدایت و اجرای امور فرهنگی و فعالیت‌های هنری در سراسر شوروی بود.

## تاریخچه

### تأسیس و شکل‌گیری
وزارت فرهنگ اتحاد جماهیر شوروی در ۱۵ مارس ۱۹۵۳، در پی ادغام چندین نهاد فرهنگی و آموزشی که پیش‌تر به‌صورت جداگانه فعالیت می‌کردند، تأسیس شد. این اقدام بخشی از اصلاحات گسترده‌ای بود که پس از مرگ ژوزف استالین در همان سال انجام گرفت. پیش از تأسیس این وزارتخانه، وظایف فرهنگی به‌صورت پراکنده توسط سازمان‌های مختلف، از جمله کمیته‌های دولتی و مؤسسات وابسته به حزب کمونیست، مدیریت می‌شد.
وزارت فرهنگ در ابتدا با هدف یکپارچه‌سازی سیاست‌های فرهنگی و تقویت کنترل دولت بر فعالیت‌های هنری و فرهنگی ایجاد شد. این نهاد مسئول نظارت بر تولیدات ادبی، سینمایی، موسیقایی و نمایشی بود و اطمینان حاصل می‌کرد که این تولیدات با اصول ایدئولوژیک کمونیسم و اهداف دولت شوروی هم‌راستا باشند.

### دوره‌های مختلف
در طول حیات خود، وزارت فرهنگ چندین مرحله تحول را تجربه کرد که با تغییرات سیاسی و اجتماعی در اتحاد جماهیر شوروی هم‌زمان بود:
- دهه ۱۹۵۰ (دوره پسااستالینی): در این دوره که به «ذوب یخ‌ها» (Khrushchev Thaw) معروف است، وزارت فرهنگ تحت رهبری نیکیتا خروشچف شاهد کاهش نسبی سانسور و افزایش آزادی‌های هنری بود. با این حال، همچنان نظارت شدیدی بر آثار فرهنگی اعمال می‌شد.
- دهه‌های ۱۹۶۰ و ۱۹۷۰ (دوره رکود): در دوران لئونید برژنف، سیاست‌های فرهنگی محافظه‌کارانه‌تر شد و وزارت فرهنگ نقش پررنگ‌تری در سانسور و کنترل محتوای آثار ایفا کرد. در این دوره، آثار هنری و ادبی که از خطوط قرمز ایدئولوژیک عبور می‌کردند، به شدت سرکوب می‌شدند.
- دهه ۱۹۸۰ (دوره گورباچف): با روی کار آمدن میخائیل گورباچف و سیاست‌های گلاسنوست (شفافیت) و پرسترویکا (بازسازی)، وزارت فرهنگ رویکرد بازتری نسبت به فعالیت‌های فرهنگی اتخاذ کرد. این دوره شاهد افزایش آزادی بیان و کاهش محدودیت‌ها در تولیدات فرهنگی بود.

### انحلال
با فروپاشی اتحاد جماهیر شوروی در سال ۱۹۹۱، وزارت فرهنگ نیز منحل شد. وظایف این وزارتخانه به نهادهای مشابه در جمهوری‌های تازه‌استقلال‌یافته منتقل شد. در فدراسیون روسیه، وزارت فرهنگ فدراسیون روسیه به‌عنوان جانشین این نهاد تأسیس شد.

## وظایف و مسئولیت‌ها
وزارت فرهنگ اتحاد جماهیر شوروی وظایف گسترده‌ای داشت که شامل موارد زیر بود:
- نظارت بر تولیدات فرهنگی: این وزارتخانه بر تمام جنبه‌های تولیدات فرهنگی، از جمله ادبیات، سینما، تئاتر، موسیقی و هنرهای تجسمی، نظارت داشت. آثار هنری باید از فیلترهای سانسور عبور می‌کردند تا اطمینان حاصل شود که با ایدئولوژی کمونیستی سازگار هستند.
- مدیریت نهادهای فرهنگی: وزارت فرهنگ مسئول اداره موزه‌ها، کتابخانه‌ها، سالن‌های تئاتر، گالری‌های هنری و دیگر مؤسسات فرهنگی بود. این نهادها به‌عنوان ابزارهایی برای ترویج فرهنگ رسمی و آموزش عمومی استفاده می‌شدند.
- ترویج آموزش و پرورش فرهنگی: وزارت فرهنگ برنامه‌های آموزشی در زمینه هنر و فرهنگ را توسعه می‌داد و از طریق مدارس، دانشگاه‌ها و مؤسسات فرهنگی این برنامه‌ها را اجرا می‌کرد.
- روابط فرهنگی بین‌المللی: این وزارتخانه مسئول تبادلات فرهنگی با دیگر کشورها بود و از طریق جشنواره‌ها، نمایشگاه‌ها و برنامه‌های بین‌المللی، فرهنگ شوروی را در جهان ترویج می‌کرد.
- سانسور و کنترل: یکی از وظایف اصلی وزارت فرهنگ، نظارت بر محتوای آثار فرهنگی برای جلوگیری از انتشار محتوای «ضدانقلابی» یا «ضدشوروی» بود. این شامل بررسی کتاب‌ها، فیلم‌ها و اجراهای نمایشی پیش از انتشار یا اجرا می‌شد.

## ساختار سازمانی
وزارت فرهنگ تحت نظارت شورای وزیران اتحاد جماهیر شوروی فعالیت می‌کرد و توسط وزیر فرهنگ اداره می‌شد. این وزارتخانه شامل بخش‌های مختلفی بود که هر کدام مسئول حوزه خاصی از فعالیت‌های فرهنگی بودند، از جمله:
- اداره سینما: مسئول نظارت بر صنعت فیلم‌سازی و تولید فیلم‌های سینمایی.
- اداره تئاتر: مسئول مدیریت سالن‌های تئاتر و اجراهای نمایشی.
- اداره ادبیات و انتشارات: مسئول نظارت بر انتشار کتاب‌ها و مجلات.
- اداره موسیقی: مسئول ترویج و تنظیم فعالیت‌های موسیقایی.
- اداره موزه‌ها و بناهای تاریخی: مسئول حفظ و مدیریت میراث فرهنگی و موزه‌ها.

وزارت فرهنگ همچنین با سازمان‌هایی مانند اتحادیه نویسندگان شوروی و اتحادیه هنرمندان شوروی همکاری نزدیکی داشت.

## فهرست وزرای فرهنگ
- پانتلیمون پونومارنکو (۱۵ مارس ۱۹۵۳–۹ مارس ۱۹۵۴)
- گئورگی الکساندروف (۹ مارس ۱۹۵۴–۱۰ مارس ۱۹۵۵)
- نیکلای میخائیلوف (۲۱ مارس ۱۹۵۵–۴ مه ۱۹۶۰)
- یکاترینا فورتسوا (۴ مه ۱۹۶۰–۲۴ اکتبر ۱۹۷۴)
- پیوتر دمیچف (۱۴ نوامبر ۱۹۷۴–۱۸ ژوئن ۱۹۸۶)
- واسیلی زاخاروف (۱۵ اوت ۱۹۸۶–۷ ژوئن ۱۹۸۹)
- نیکولای گوبنکو (۲۱ نوامبر ۱۹۸۹–۲۸ اوت ۱۹۹۱؛ ۷ سپتامبر ۱۹۹۱–۲۷ نوامبر ۱۹۹۱)

## تأثیرات و میراث
وزارت فرهنگ اتحاد جماهیر شوروی تأثیر عمیقی بر فرهنگ و هنر این کشور گذاشت. از یک سو، این وزارتخانه با حمایت مالی و زیرساختی از هنرمندان، به توسعه هنرهای مختلف کمک کرد و آثار برجسته‌ای در زمینه سینما، ادبیات و موسیقی تولید شد. از سوی دیگر، سانسور شدید و کنترل ایدئولوژیک باعث شد بسیاری از هنرمندان و نویسندگان با محدودیت‌های خلاقانه مواجه شوند یا به خارج از کشور مهاجرت کنند.
این وزارتخانه همچنین نقش مهمی در ترویج «رئالیسم سوسیالیستی» به‌عنوان سبک رسمی هنر در اتحاد جماهیر شوروی داشت. رئالیسم سوسیالیستی بر نمایش زندگی کارگران، دهقانان و ارزش‌های کمونیستی تمرکز داشت و از هنرمندان خواسته می‌شد که آثاری تولید کنند که الهام‌بخش و هم‌راستا با اهداف دولت باشد.

## انتقادات
وزارت فرهنگ به دلیل سانسور گسترده و محدود کردن آزادی بیان مورد انتقاد قرار گرفته است. بسیاری از هنرمندان و نویسندگان برجسته، مانند بوریس پاسترناک و الکساندر سولژنیتسین، به دلیل سانسور آثارشان یا ممنوعیت انتشار آن‌ها با مشکلات جدی مواجه شدند. این محدودیت‌ها همچنین باعث شد که برخی از آثار فرهنگی به‌صورت مخفیانه (سامیزدات) منتشر شوند یا در خارج از کشور به چاپ برسند.